# الوبن
الوبن، روستایی از توابع بخش رحمت‌آباد و بلوکات شهرستان رودبار در استان گیلان ایران است.
الوبن نام یک شرکت تولید مواد غذایی است که البته با تلفظ Aloben خوانده میشود و با الهام از نام روستای الوبن در بخش رحمت آباد و بلوکات شهرستان رودبار گرفته شده.
کارخانه تولید برند آلوبن نیز در شهرک صنعتی خرشک در رودبار قرار دارد.

محصولات برند آلوبن شامل انواع زیتون ، ترشی زیتون ، زیتون پرورده ، انواع روغن زیتون بکر و فرابکر و تصفیه شده است.

## جمعیت
این روستا در دهستان بلوکات قرار دارد و براساس سرشماری مرکز آمار ایران در سال ۱۳۸۵، جمعیت آن زیر سه خانوار بوده‌است.